# Palaeomolis garleppi
Palaeomolis garleppi là một loài bướm đêm thuộc phân họ Arctiinae, họ Erebidae.